# Maria Sofia di Baviera
(definizione di Gabriele D'Annunzio su Maria Sofia di Baviera)
Marie Sophie Amalie von Wittelsbach, Herzogin in Bayern, nota in italiano come Maria Sofia di Baviera (Castello di Possenhofen, 4 ottobre 1841 – Monaco di Baviera, 19 gennaio 1925), nata Duchessa in Baviera, fu l'ultima Regina consorte del regno delle Due Sicilie.

## Biografia

### Infanzia
Nata il 4 ottobre 1841 nel castello di Possenhofen, in Baviera, Maria Sofia Amalia era la terza figlia del duca Massimiliano Giuseppe in Baviera e della principessa Ludovica di Baviera, quest'ultima figlia di Massimiliano I, re di Baviera. Maria Sofia Amalia era quindi sorella della ben più nota Elisabetta "Sissi", imperatrice d'Austria. La sua fu una nascita precipitosa, è quasi venuta al mondo nel giardino del castello di Possenhofen a mezzogiorno del 4 ottobre 1841. Appena in tempo, la madre riuscì a raggiungere il salone al piano terra del palazzo, dove avvenne il parto.
Crebbe con tre fratelli e quattro sorelle tra il castello di Possenhofen e Monaco di Baviera. Divenne una bellezza, con occhi e capelli scuri ereditati dalla nonna paterna, la duchessa Amalia in Baviera; aveva portamento nobile e insieme maniere molto graziose».

### Fidanzamento e matrimonio
(Maria Sofia durante l'assedio di Civitella del Tronto)
Nel 1858 fu promessa in sposa, diciassettenne, a Francesco, erede al trono delle Due Sicilie, inizialmente conosciuto solo attraverso l'immagine di una miniatura.
Il matrimonio serviva a rafforzare il legame tra la corona d'Asburgo e i Borbone-Napoli.
Il fidanzamento ufficiale avvenne il 22 dicembre 1858 e il matrimonio fu celebrato per procura l'8 gennaio 1859.
Dopo qualche giorno Maria Sofia fu accompagnata a Trieste, dove era attesa dalle navi borboniche Tancredi e Fulminante, a bordo delle quali arrivò a Bari il 1º febbraio 1859, dove infine incontrò suo marito Francesco e il suocero, il re Ferdinando II, ammalatosi durante il viaggio verso il capoluogo pugliese.
Il 7 marzo i reali ripartirono via nave per Napoli e le condizioni di Ferdinando si aggravarono ulteriormente.

### Regina delle Due Sicilie

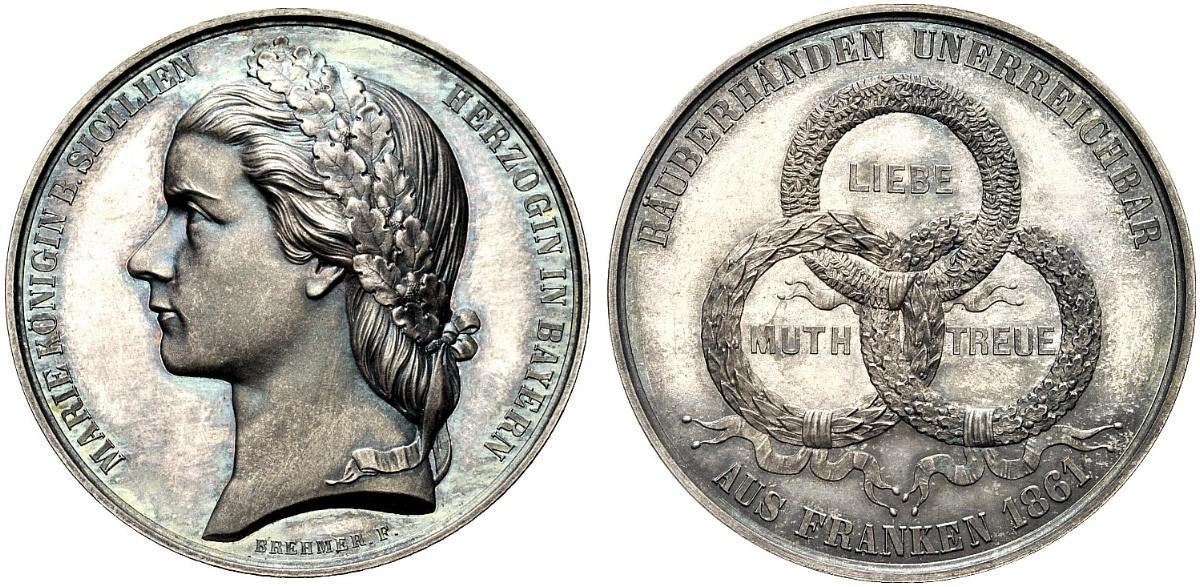
Medaglia del 1861, in argento, coniata in Germania per opera di Friedrich Brehmer in omaggio a Maria Sofia; Ricciardi 275; D'Auria 289

Il 22 maggio 1859 il re morì e Maria Sofia divenne la regina consorte di Francesco II, allora ventitreenne, poi passato alla storia con il nomignolo di Franceschiello.
Fu regina delle Due Sicilie per meno di due anni, fino alla capitolazione di Gaeta del 13 febbraio 1861.
Acquistò popolarità durante l'assedio della piazzaforte di Gaeta, dove la corte si era rifugiata il 6 settembre 1860 per tentare un'ultima resistenza alle truppe piemontesi. Ella cercò di incoraggiare i soldati borbonici, distribuendo loro medaglie con coccarde colorate da lei stessa confezionate, indossò un costume di taglio maschile e prese a recarsi in visita ai feriti negli ospedali di guerra. Quando, poi, a Gaeta la situazione peggiorò sempre più a causa della scarsità di cibo, della diffusa epidemia di tifo e del freddo, il marito la invitò a lasciare la roccaforte, ma lei fu irremovibile e volle restare. Così, infatti, riferisce re Francesco II in una lettera rivolta a Napoleone III: 
Grande fu l'ammirazione che ebbe verso la regina il giornalista francese Charles Garnier, presente sul posto.
Maria Sofia ebbe il privilegio di veder coniata una medaglia in suo onore, nel 1861, recante al dritto solo la sua effigie e sul rovescio tre corone intrecciate e annodate di felce, alloro e quercia coi motti: LIEBE / MUTH / TREUE (amore, coraggio, fedeltà).

### Soggiorno a Roma

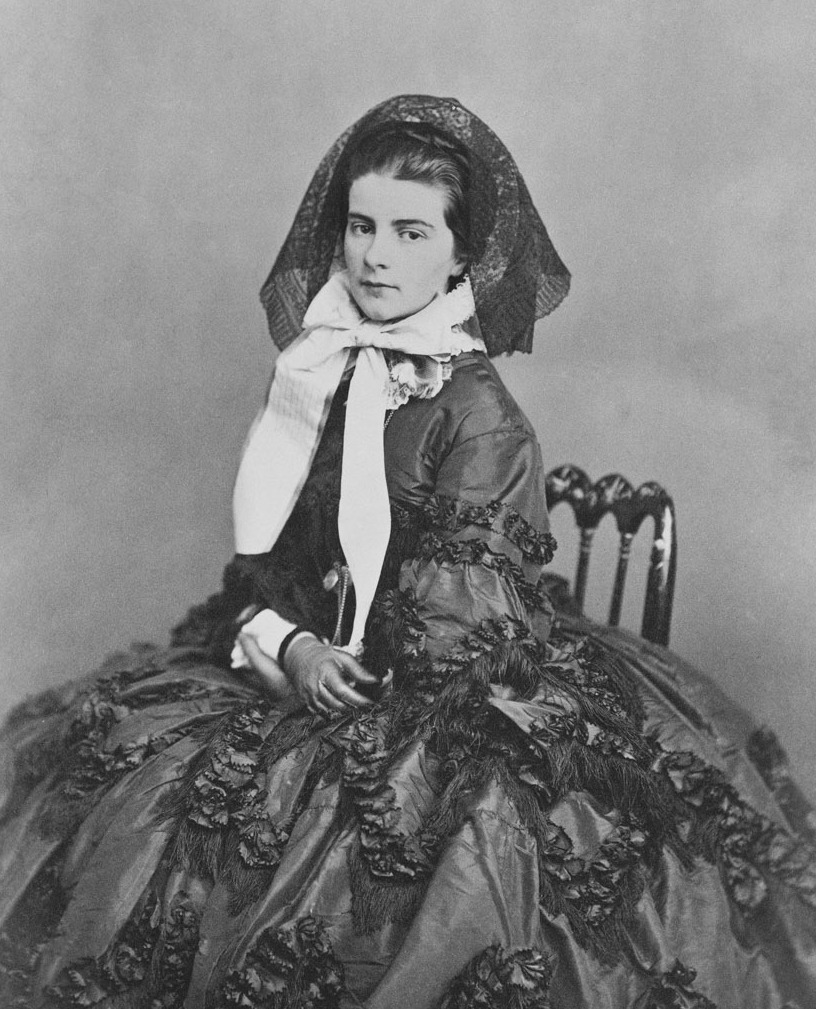
Maria Sofia fotografata dai Fratelli D'Alessandri, 1865

Dopo la caduta di Gaeta e l'annessione delle Due Sicilie all'Italia, Maria Sofia e il deposto re si rifugiarono a Roma, capitale dell'allora Stato Pontificio, ormai ridotto al solo Lazio. A Roma Francesco II istituì un governo in esilio (che godette soltanto del riconoscimento della Santa Sede e dell'Austria, prima di essere definitivamente sciolto nel 1866) come governo legittimo del Regno delle Due Sicilie.
Nel febbraio 1862 apparvero alcune foto che la ritraevano senza veli e che vennero diffuse in tutte le corti d'Europa. Le foto si rivelarono essere abili manipolazioni nelle quali il capo della regina era stato montato su un corpo di una giovane prostituta, ritratta in pose sessuali molto lascive; le indagini svolte portarono infatti la polizia pontificia all'arresto di Antonio Diotallevi e della moglie Costanza Vaccari, autori del gesto.
Le sue ricchezze e tutti i suoi privilegi erano, in un certo modo, compromessi da tali tragedie personali. Il suo matrimonio restò inconsumato per molti anni a causa del fatto che Francesco soffriva di fimosi. Durante l'esilio romano dei monarchi Maria Sofia si innamorò di uno zuavo pontificio parigino, parente di Jules Verne, Emmanuel de Lavaÿsse-Chateaubourg (3 aprile 1836 - 18 aprile 1868). Rimase incinta e, per nascondere la gravidanza, Maria Sofia si recò presso la dimora dei suoi genitori a Possenhofen, dove, su consiglio della sua famiglia, decise di partorire in segreto per evitare lo scandalo. Il 24 novembre 1862, diede alla luce una bambina, Daisy, nel convento di Sant'Orsola ad Augusta. Daisy, la cui madrina era Ludovika, madre della partoriente e principessa di Baviera, fu battezzata da Monsignor von Haneberg, un intimo di papa Pio IX, e affidata tre mesi dopo alla famiglia Lavaÿsse-Chateaubourg. Morì il 6 gennaio 1886 ed è sepolta nel cimitero di Père Lachaise a Parigi. Un anno dopo, su consiglio della famiglia, Maria Sofia decise di confessare la relazione a suo marito. Successivamente, il rapporto tra i coniugi migliorò. Francesco si sottopose a un'operazione per ridurre la fimosi e fu in grado di consumare il matrimonio, Maria Sofia rimase incinta ancora e diede alla luce un'altra bambina, chiamata Maria Cristina Pia. La bambina fu tenuta a battesimo dalla zia, l'imperatrice Sissi. Maria Cristina Pia visse solo tre mesi e morì il 28 marzo 1870. La coppia non ebbe altri figli.

### Vita successiva

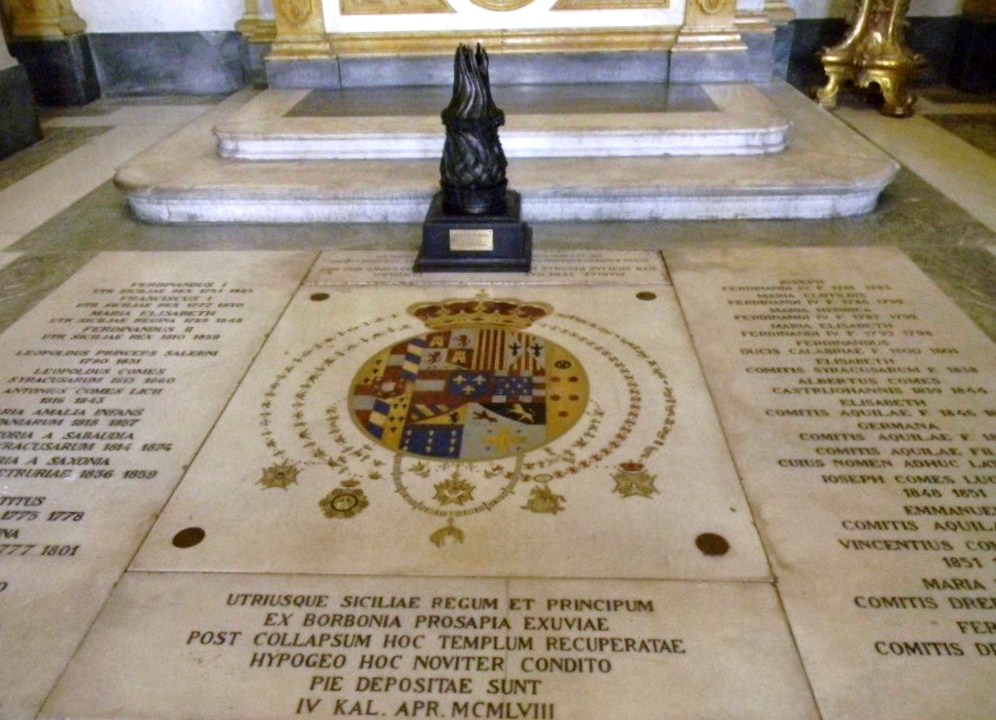
Santa Chiara a Napoli: botola che porta alla cripta ove si trovano le spoglie di Francesco II, di Maria Sofia e della loro figlia morta a 3 mesi

A seguito della presa di Roma da parte delle truppe del Regio Esercito e della dissoluzione dello Stato Pontificio (20 settembre 1870), la coppia si trasferì in Baviera. Francesco morì nel 1894; Maria Sofia si trasferì da Monaco a Parigi, dove visse in una dimora acquistata dal marito nel quartiere di Saint-Mandé.
A Parigi Maria Sofia presiedeva ancora un'informale corte borbonica in esilio: in effetti non cessò mai di sperare nella riconquista dei suoi possedimenti, ormai parte integrante del Regno d'Italia, e giunse fino al punto di stringere contatti con l'ambiente anarchico ostile ai Savoia; conobbe, per esempio, Errico Malatesta e si guadagnò l'appellativo di regina degli anarchici, anche se le sue mire differivano dalle loro: ella sperava infatti di sfruttare l'ostilità verso i monarchi sabaudi per destabilizzare il Regno d'Italia. Voci mai confermate narrano che Maria Sofia avesse avuto molta influenza anche sugli anarchici Giovanni Passannante e Gaetano Bresci, che attentarono - il secondo con successo - alla vita del re d'Italia Umberto I; le testimonianze storiche provano tuttavia che i due agirono individualmente. Ciò non toglie che, pur mancando al riguardo prove inconfutabili (prove che anche lo storico più avveduto non sempre è in grado di acquisire), l’assiduo interessamento da parte dei servizi francesi di controspionaggio (Section de Statistique) alle riunioni di anarchici, di socialisti libertari di varie nazionalità e di soggetti appartenuti o comunque legati al “brigantaggio” meridionale italiano post-unitario,  che si tenevano nella residenza dell’ex regina del Regno delle Due Sicilie (Villa Hamilton, al n.94 di boulevard Maillot a Neuilly-sur-Seine), faccia presumere l’esistenza, in quel contesto, di un’intensa attività di natura organizzativo-prodromica che portava a risvolti di natura molto concreta.
Tra gli anarchici con cui ebbe contatti vi fu Angelo Insogna, autore di una biografia di Francesco II e uomo di fiducia della sovrana. Egli venne in Italia come suo emissario nel marzo del 1901, fu presentato a Errico Malatesta e tentò di far evadere il regicida Bresci.
In Francia Maria Sofia coltivò la sua grande passione per i cavalli, le cui gare seguiva in varie località d'Europa, come ad esempio a Londra, dove si appassionò inoltre alla caccia alla volpe.
Durante la Grande Guerra Maria Sofia parteggiò per gli Imperi centrali e la loro entrata in conflitto contro l'Italia. Nonostante la sua avversione per i Savoia, Maria Sofia aveva l'abitudine di visitare i campi di militari italiani in prigionia in Germania, cui donava libri e cibo. I soldati italiani erano ignari dell'identità di Maria Sofia, che si presentava all'epoca come una donna anziana (aveva superato i settant'anni), che parlava la loro lingua con un'inflessione mista tedesco-napoletana e che era interessata particolarmente alle notizie provenienti dal Mezzogiorno del Paese. Riferisce al proposito Arrigo Petacco che «…Fra quei soldati laceri ed affamati, lei cerca i suoi napoletani. Distribuisce, come a Gaeta, bons bons e sigari».

### Ultimi anni e morte
Durante la sua vita, Maria Sofia indusse ammirazione anche tra i suoi accaniti nemici politici. Gabriele D'Annunzio la soprannominò infatti Aquiletta Bavara e Marcel Proust parlò di lei come della regina soldato sui bastioni di Gaeta.
Maria Sofia morì a Monaco di Baviera a causa di una forte polmonite nel 1925. Da maggio 1984 le sue spoglie, insieme a quelle del marito Francesco e a quelle della loro figlia, riposano in una cripta della basilica di Santa Chiara a Napoli.

## Titoli e trattamento
- 4 ottobre 1841 - 3 febbraio 1859: Sua Altezza Reale duchessa Maria Sofia in Baviera
- 3 febbraio 1859 - 22 maggio 1859: Sua Altezza Reale la duchessa di Calabria
- 22 maggio 1859 - 20 marzo 1861: Sua Maestà, la Regina delle Due Sicilie
- 20 marzo 1861 - 27 dicembre 1894: Sua Maestà, la Regina delle Due Sicilie (titolo in pretesa)
- 27 dicembre 1894 - 19 gennaio 1925: Sua Maestà, la regina Maria Sofia delle Due Sicilie

## Ascendenza
|                                  |                                            |                                          | Genitori                                                   |  |  | Nonni |  |  | Bisnonni             |  |  | Trisnonni                         |  |
|                                  |                                            |                                          |                                                            |  |  |       |  |  | Guglielmo in Baviera |  |  | Giovanni di Birkenfeld-Gelnhausen |  |
|                                  |                                            |                                          |                                                            |  |  |       |  |  | Guglielmo in Baviera |  |  | Giovanni di Birkenfeld-Gelnhausen |  |
|                                  |                                            | Sofia Carlotta di Salm-Dhaun             |                                                            |  |  |       |  |  | Guglielmo in Baviera |  |  |                                   |  |
| Pio Augusto in Baviera           |                                            |                                          |                                                            |  |  |       |  |  | Guglielmo in Baviera |  |  |                                   |  |
|                                  |                                            | Maria Anna di Zweibrücken-Birkenfeld     | Federico Michele di Zweibrücken-Birkenfeld                 |  |  |       |  |  |                      |  |  |                                   |  |
|                                  |                                            | Maria Anna di Zweibrücken-Birkenfeld     | Federico Michele di Zweibrücken-Birkenfeld                 |  |  |       |  |  |                      |  |  |                                   |  |
|                                  |                                            | Maria Anna di Zweibrücken-Birkenfeld     | Maria Francesca del Palatinato-Sulzbach                    |  |  |       |  |  |                      |  |  |                                   |  |
| Massimiliano Giuseppe in Baviera |                                            | Maria Anna di Zweibrücken-Birkenfeld     |                                                            |  |  |       |  |  |                      |  |  |                                   |  |
|                                  |                                            | Luigi Maria di Arenberg                  | Carlo Maria Raimondo d'Arenberg                            |  |  |       |  |  |                      |  |  |                                   |  |
|                                  |                                            | Luigi Maria di Arenberg                  | Carlo Maria Raimondo d'Arenberg                            |  |  |       |  |  |                      |  |  |                                   |  |
|                                  |                                            | Luigi Maria di Arenberg                  | Louise Margarete de la Marck-Schleiden, contessa di Vardes |  |  |       |  |  |                      |  |  |                                   |  |
| Amalia Luisa di Arenberg         |                                            | Luigi Maria di Arenberg                  |                                                            |  |  |       |  |  |                      |  |  |                                   |  |
|                                  |                                            | Marie Adélaïde Julie de Mailly           | Louis Joseph de Mailly, marchese di Nesle                  |  |  |       |  |  |                      |  |  |                                   |  |
|                                  |                                            | Marie Adélaïde Julie de Mailly           | Louis Joseph de Mailly, marchese di Nesle                  |  |  |       |  |  |                      |  |  |                                   |  |
|                                  |                                            | Marie Adélaïde Julie de Mailly           | Adélaïde Julie d'Hautefort                                 |  |  |       |  |  |                      |  |  |                                   |  |
| Maria Sofia di Baviera           |                                            | Marie Adélaïde Julie de Mailly           |                                                            |  |  |       |  |  |                      |  |  |                                   |  |
|                                  | Federico Michele di Zweibrücken-Birkenfeld | Cristiano III del Palatinato-Zweibrücken |                                                            |  |  |       |  |  |                      |  |  |                                   |  |
|                                  | Federico Michele di Zweibrücken-Birkenfeld | Cristiano III del Palatinato-Zweibrücken |                                                            |  |  |       |  |  |                      |  |  |                                   |  |
|                                  | Federico Michele di Zweibrücken-Birkenfeld | Carolina di Nassau-Saarbrücken           |                                                            |  |  |       |  |  |                      |  |  |                                   |  |
| Massimiliano I di Baviera        | Federico Michele di Zweibrücken-Birkenfeld |                                          |                                                            |  |  |       |  |  |                      |  |  |                                   |  |
|                                  |                                            | Maria Francesca di Sulzbach              | Giuseppe Carlo del Palatinato-Sulzbach                     |  |  |       |  |  |                      |  |  |                                   |  |
|                                  |                                            | Maria Francesca di Sulzbach              | Giuseppe Carlo del Palatinato-Sulzbach                     |  |  |       |  |  |                      |  |  |                                   |  |
|                                  |                                            | Maria Francesca di Sulzbach              | Elisabetta Augusta Sofia del Palatinato-Neuburg            |  |  |       |  |  |                      |  |  |                                   |  |
| Ludovica di Baviera              |                                            | Maria Francesca di Sulzbach              |                                                            |  |  |       |  |  |                      |  |  |                                   |  |
|                                  |                                            | Carlo Luigi di Baden                     | Carlo Federico di Baden                                    |  |  |       |  |  |                      |  |  |                                   |  |
|                                  |                                            | Carlo Luigi di Baden                     | Carlo Federico di Baden                                    |  |  |       |  |  |                      |  |  |                                   |  |
|                                  |                                            | Carlo Luigi di Baden                     | Carolina Luisa d'Assia-Darmstadt                           |  |  |       |  |  |                      |  |  |                                   |  |
| Carolina di Baden                |                                            | Carlo Luigi di Baden                     |                                                            |  |  |       |  |  |                      |  |  |                                   |  |
|                                  |                                            | Amalia d'Assia-Darmstadt                 | Luigi IX d'Assia-Darmstadt                                 |  |  |       |  |  |                      |  |  |                                   |  |
|                                  |                                            | Amalia d'Assia-Darmstadt                 | Luigi IX d'Assia-Darmstadt                                 |  |  |       |  |  |                      |  |  |                                   |  |
|                                  |                                            | Amalia d'Assia-Darmstadt                 | Carolina del Palatinato-Zweibrücken-Birkenfeld             |  |  |       |  |  |                      |  |  |                                   |  |
|                                  |                                            | Amalia d'Assia-Darmstadt                 |                                                            |  |  |       |  |  |                      |  |  |                                   |  |

## Onorificenze

### Altre distinzioni
- Protettrice della Real Arciconfraternita e Monte di San Giuseppe dell'Opera di Vestire i Nudi, in quanto regina consorte del Regno delle Due Sicilie, Napoli[17].